# Кукош, Кэтэлин
Кэ́тэлин Ку́кош (рум. Cătălin Cucoș; род. 29 сентября 2003, Кишинёв) — молдавский футболист, защитник клуба «Петрокуб».

## Карьера

### «Зимбру»
Воспитанник футбольный академии кишинёвского клуба «Зимбру». В июле 2022 года футболист перебрался в молодёжную команду клуба. В начале 2023 года стал тренироваться вместе с основной командой клуба. Дебютировал за клуб 5 апреля 2023 года в матче Кубка Молдавии против клуба «Сфынтул Георге», выйдя на замену на 30 минуте. Дебютный матч в молдавской Суперлиге сыграл 15 апреля 2023 года против клуба «Бэлць». По итогу дебютного сезона футболист вместе с клубом стал бронзовым призёром чемпионата.

### «Колос» Ковалёвка
В июле 2023 года футболист перешёл в украинский клуб «Колос», с которым заключил однолетний контракт. Дебютировал за клуб футболист 23 августа 2023 года в матче Кубка Украины против клуба «Мариуполь», выйдя на поле в стартовом составе. Дебютный матч в украинской Премьер-лиге футболист сыграл 27 августа 2023 года против донецкого «Шахтёра», выйдя на поле в стартовом составе и отыграв все 90 минут.

## Международная карьера
В сентябре 2022 года получил вызов в молодёжную сборную Молдавии. В ноябре 2023 года сыграл 2 товарищеских матча за сборную Молдавии до 20 лет против сверстников из  Индонезии. Дебютный матч за молодёжную сборную сыграл 24 марта 2023 года против сборной Косово. В июне 2023 года футболист вместе со сборной отправился на квалификационные матчи молодёжного чемпионата Европы. Единственный матч на турнире сыграл 15 июня 2023 года против сборной Гибралтара.